# Rafael Iglesias Castro
Rafael Anselmo José Iglesias Castro, également connu sous le nom de Rafael Yglesias Castro (San José, 18 avril 1861 - 11 avril 1924), était un homme politique, entrepreneur et commerçant costaricien, 16e Président de la République du Costa Rica de 1894 à 1902 lors de deux mandats présidentiels consécutifs.
Homme au caractère énergique, il a gouverné le pays pendant 8 ans, au cours desquels il a accompli de nombreuses réalisations, poussé par son désir d'éducation et de progrès. Sur le plan économique, il a favorisé une importante réforme monétaire, dans laquelle il a établi l'étalon-or et permis la création du colón comme monnaie nationale (1896), ce qui a jeté de nouvelles bases sur la vie économique de la nation. Il a entamé la construction du chemin de fer vers le Pacifique, qui ne s'est achevée qu'en 1909. Il a favorisé l'enseignement et a fait venir de nombreux contremaîtres et ouvriers spécialisés de l'étranger. Il a également favorisé la construction et l'achèvement du Théâtre national du Costa Rica, inauguré pendant son premier mandat (1897).
Sur le plan international, le traité Pacheco-Matus (1896), qui a mis fin aux différends frontaliers avec le Nicaragua, et le Laudo Loubet avec la Colombie ont été signés sous ses mandats. Il a été candidat à la présidence de la République à deux autres reprises, après son deuxième mandat: 1910 et 1913, mais a été défait les deux fois.
L'Assemblée législative du Costa Rica l'a déclaré Benemérito de la Patria le 16 novembre 1981.

## Biographie

### Premières années
Iglesias Castro est né à San José, le 18 avril 1861. Ses parents étaient Demetrio Iglesias Llorente et Eudoxia Castro Fernández, fille de José Castro Madriz, président du Costa Rica de 1847 à 1849 et de 1866 à 1868. Il a épousé Manuela Rodríguez Alvarado, fille du président José Rodríguez Zeledón, à San José le 7 janvier 1893.
Il a fait ses études primaires à San José, et ses études secondaires au Collège San Luis Gonzaga de Cartago. Il a fait des études supérieures à l'Université de Santo Tomás, où il a obtenu un baccalauréat en sciences et lettres, après quoi il a commencé des études de droit dans cette même institution, qu'il n'a pas terminées pour des raisons familiales, devant assumer des obligations familiales après la mort de son père.
Pendant de nombreuses années, il s'est consacré à des activités entrepreneuriales, principalement le commerce. Il a voyagé dans plusieurs pays comme les États-Unis, le Mexique et l'Angleterre, à la recherche d'informations pour établir un moulin au Costa Rica. En Angleterre, il a fondé une entreprise appelée Molino Victoria Company.

### Activité politique
Il a participé à la politique pour la première fois à l'âge de 19 ans, en 1880, en soutenant les candidatures de José Rodríguez Zeledón, Cruz Alvarado et Julián Volio Llorente comme députés de l'opposition pour l'Assemblée constituante convoquée par le président Tomás Guardia Gutiérrez. En 1881, il a été accusé de participer à un complot contre le général Guardia, raison pour laquelle il a été exilé dans la région de Talamanca, revenant de l'exil en 1882 à la mort de Guardia.
En 1889, il a été l'un des principaux militants du Parti constitutionnel qui a soutenu la candidature présidentielle de José Rodríguez Zeledón. Lors de cette élection, il a été élu député de la province d'Alajuela, mais a ensuite été nommé secrétaire à la Guerre et à la Marine (1890-1894), chargé du secrétariat des Finances et du Commerce à partir de 1893.

## Présidence (1894-1902)
Lors d'élections très discutées, au cours desquelles le premier tour a favorisé le candidat de l'Union catholique José Gregorio Trejos, le Parti civil a obtenu l'élection de Rafael Iglesias Castro à la présidence de la République pour la période 1894-1898.
Son administration a été dynamique et progressiste. Le Théâtre national a été inauguré, ainsi que l'École des beaux-arts de Tomás Povedano et l'École de pharmacie (1897) ; l'étalon-or a été adopté, la construction du chemin de fer vers le Pacifique a débuté et de nombreux autres travaux de progrès ont été réalisés. L'établissement de l'étalon-or a été approuvé par le Congrès constitutionnel le 24 octobre 1896, permettant la frappe de monnaies d'or et d'argent, en plus de l'impression de billets de banque et de timbres-poste. Le nom de la monnaie a été changé, passant de peso à colón. L'étalon-or est entré en vigueur en 1900. En ce qui concerne le chemin de fer vers le Pacifique, Iglesias a tout mis en œuvre pour le construire jusqu'à Orotina, bien que son intention était de l'amener jusqu'au port de Tivives, qu'il considérait plus approprié que la ville de Puntarenas . En outre, en 1900, le tramway électrique a commencé à fonctionner à San José. Parmi d'autres travaux publics, Iglesias a ordonné l'assainissement du port de Limón et la construction de la jetée.

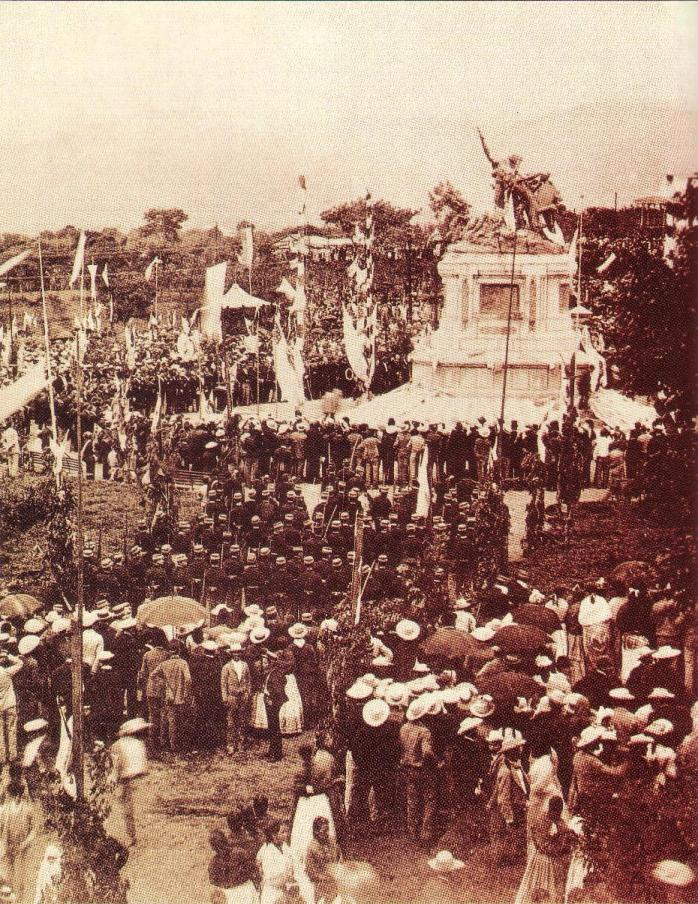
Photographie historique de l'inauguration du Monument national du Costa Rica le 15 septembre 1895, pendant le gouvernement de Rafael Iglesias.

En 1896, la Colombie et le Costa Rica ont signé la convention Esquivel-Holguín et ont nommé le président de la France, Émile Loubet, comme arbitre, qui a rendu en 1900 le Laudo Loubet. Cette sentence ne contenait aucune considération historique ou juridique pouvant servir de fondement à ses conclusions, de sorte qu'elle ne satisfaisait aux revendications d'aucune des deux parties. Ce n'est qu'en 1910 que le Costa Rica et le Panama (qui a succédé à la Colombie en tant que pays frontalier en 1903) ont accepté la frontière tracée par la sentence Loubet sur le versant pacifique, tandis que la frontière du versant des Caraïbes n'a été définie qu'en 1914 avec le Laudo White.
En 1898, il y a eu des incidents à la frontière avec le Nicaragua, ce qui a conduit les deux pays à mobiliser leurs armées. L'affrontement militaire n'a pas éclaté grâce à la médiation du Guatemala. Il a été convenu de nommer des représentants: pour le Costa Rica, Ricardo Pacheco Marchena a été nommé, et Manuel Coronel Matus pour le Nicaragua. Le traité Pacheco-Matus a été signé, établissant le bornage de la frontière. Pour le mettre en œuvre, la médiation des États-Unis a été acceptée, qui a nommé le général Edward Porter Alexander pour mettre en œuvre le traité Cañas-Jerez, qui délimitait la frontière pour qu'elle puisse être bornée. Alexander a rendu trois sentences entre 1897-1898, connues sous le nom de sentences Alexander, qui définissent topographiquement le tracé définitif de la frontière entre les deux pays et dont la validité est maintenue à ce jour. Une quatrième sentence d'E.P. Alexander a finalement été rendue en mars 1900 concernant la zone de Bahía Salinas, l'ingénieur costaricien Lucas Fernández Fernández étant le chef de la Commission des frontières, et le Nicaraguayen Salvador Castrillo pour le Nicaragua.
Les libertés civiques ont cependant été quelque peu entravées, car en 1897 Iglesias a fait modifier la Constitution de 1871 pour pouvoir se faire réélire et n'a autorisé l'émergence d'aucune candidature rivale aux élections de 1898. À la fin de son deuxième mandat, un grand mouvementd'opposition contre le projet qui lui était attribué de rester au pouvoir s'est levé dans le pays. Ses rivaux politiques ont soutenu la candidature du général Bernardo Soto Alfaro, donc Iglesias a proposé Me Ascensión Esquivel Ibarra comme candidat de compromis, qui a finalement remporté l'élection et lui a succédé.

### Activités ultérieures

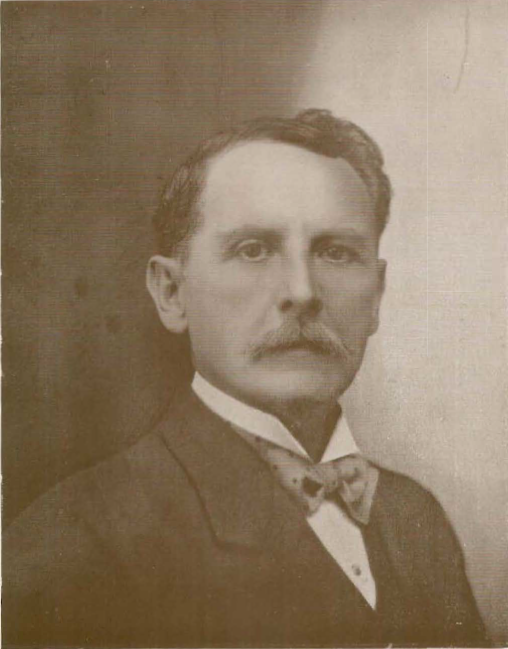
Rafael Iglesias dans sa vie apres la Présidence

Il s'est à nouveau présenté à la présidence en 1910 et 1913. En tant que candidat du Parti civil, il a perdu les élections de 1909 contre Me Ricardo Jiménez Oreamuno. Il a réessayé en 1913, perdant des élections très controversées où Alfredo González Flores a été élu. Pendant l'administration de Julio Acosta García, il a occupé le poste d'administrateur du chemin de fer vers le Pacifique. Par la suite, il s'est consacré à ses activités commerciales, principalement l'exploitation du bois, surtout après le boom de construction provoqué par le tremblement de terre du Costa Rica de 1910. Il avait une scierie, du bétail et des pépinières de cèdre dans son ranch El Coyolar, d'une superficie de 20 000 hectares.
En 1917, il a fait partie de la commission de rédaction du projet qui a servi de base à la Constitution émise cette année-là, et en 1919 il a été ministre plénipotentiaire du Costa Rica au Guatemala. Après le coup d'État qui a porté au pouvoir le général Federico Tinoco Granados, Rafael Iglesias s'est consacré à représenter le président déchu Alfredo González Flores dans plusieurs missions internationales. Après la chute de la dictature, il a décidé de s'éloigner de la politique nationale, refusant les nominations présidentielles qui lui ont été offertes en 1919 et 1924.

## Honours et hommages
Il a été décoré du grade de commandeur de la Légion d'honneur en 1898.
En 1972, le pont Rafael Iglesias Castro a été inauguré en son honneur.

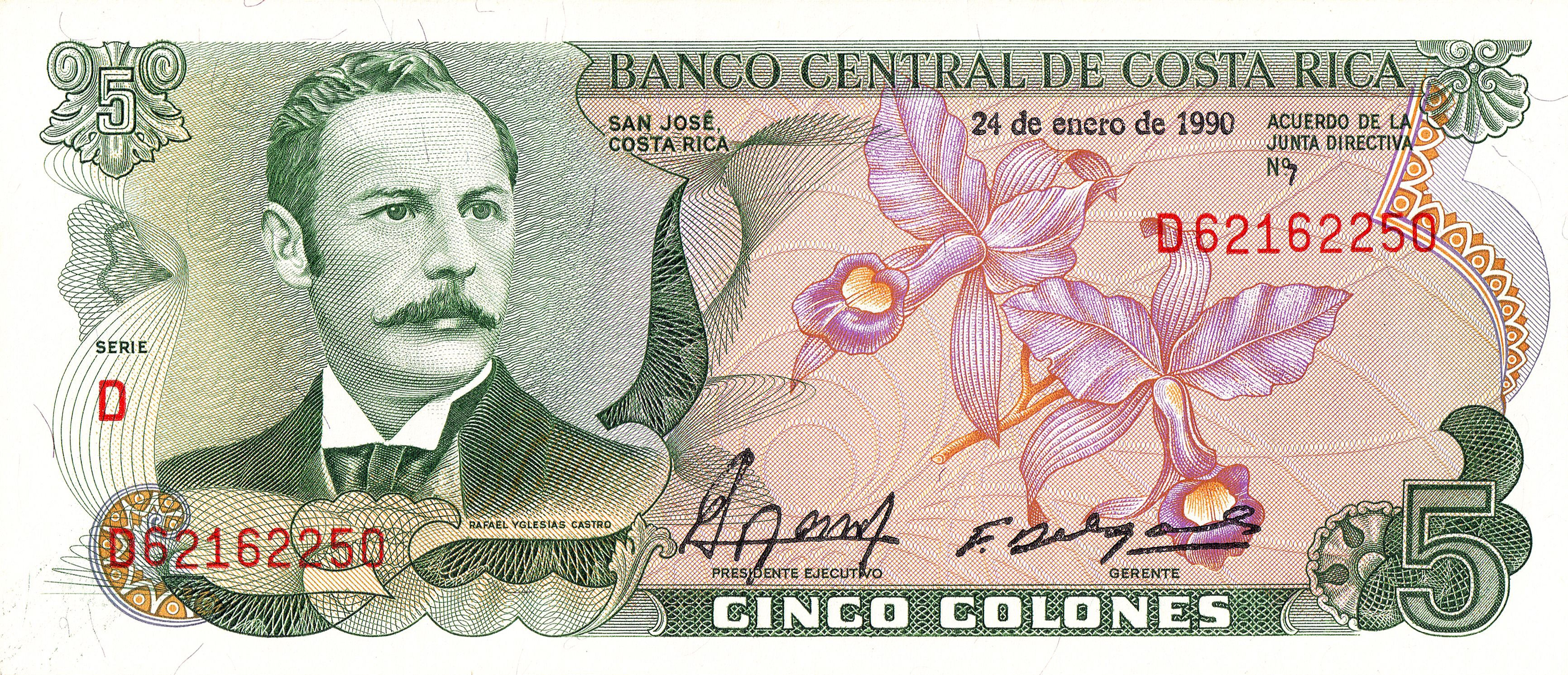
Billet de 5 colones

Le billet de 5 colones de 1968-1992 porte son portrait.
Il a fait l'objet de plusieurs émissions de timbres,.
L'Assemblée législative du Costa Rica l'a déclaré Benemérito de la Patria le 16 novembre 1981.

## Décès
Il est décédé à San José le 11 avril 1924 à l'âge de 62 ans, des suites d'une affection cardiaque.

## Réferences
1. ↑  « Registro Civil Costa Rica »
2. ↑  (en-US) « IGLESIAS CHOSEN PRESIDENT.; The Liberal Candidate Is Successful in the Costa Rican Election. », The New York Times,‎ 5 avril 1894 (ISSN 0362-4331, lire en ligne, consulté le 2 septembre 2023)
3. ↑  Modèle:Cite publication
4. ↑  Modèle:Cite publication
5. ↑  (es) « 5 Colones, Costa Rica », sur es.numista.com (consulté le 2 septembre 2023)
6. ↑  (en) « Stamp: Rafael Yglesias Castro (1861-1924) (Costa Rica(Presidents) Mi:CR 399,Sn:CR C141,Yt:CR PA139,Sg:CR 427 », sur Colnect (consulté le 2 septembre 2023)
7. ↑  (en) « Costa Rica 1979 Rafael Iglesias Castro (1861-1924) », sur StampPhenom (consulté le 2 septembre 2023)